# Palacio de Andoin-Luzuriaga
[El palacio Andoin-Luzuriaga es un edificio de estilo barroco de 1683 emplazado en el municipio de Zalduendo de Álava (Álava, España). El citado inmueble está ubicado en la zona suroeste del pueblo, en el borde del Río Uyar, junto al lavadero y al molino y puente Txaroste. 

## Descripción
El edificio es una casa señorial aislada, levantada sobre una planta rectangular, con planta baja más una altura y bajo cubierta, este último espacio con huecos de iluminación en la fachada sur.

### Construcción
La fábrica está construida en piedra dispuesta en sillarejo para el fondo de los muros en la fachada principal (disminuyen de tamaño en altura), en el resto de los paños presenta mampostería con llagueado de cal. El tejado se organiza a cuatro aguas, con canes labrados en el alero de la fachada principal.

### Fachadas
La fachada principal se orienta al este y se organiza de modo sencillo, en dos cuerpos horizontales separados por una imposta de placa lisa. Presenta tres ejes verticales, los laterales compuestos por portada en la planta baja y balcón en el piso superior. Los accesos son adintelados, el del extremo izquierdo con aplacado en resalte, el del otro extremo tan sólo en resalte el aplacado del dintel que apea en dos mensulillas. Los balcones son muy rasgados con cerco en resalte. El eje central se dispone con una ventana rasgada con cerco en resalte en cuerpo bajo y escudo con las armas de los Andoin y los Luzuriaga en el piso principal. Esta fachada se remata con una cornisa moldurada sobre la que apea el alero de la cubierta con los canes labrados y roleos. En los demás frentes del edificio los vanos son adilentados y se organizan con menos rigurosidad. Destaca la galería de la fachada sur de tres arcos ligeramente rebajados sobre columnas toscanas.
En cuanto a los trabajos de madera, en el exterior tan sólo destacan los canes del alero de la fachada principal, sin embargo en el interior hallamos estructura de madera en tabiquería y cubierta, puertas, barandillas, etc.
Los trabajos de forja destacan en balcones y enrejados de ventana.

### Interior
En el interior del edificio, nada más traspasar la portada de la fachada delantera, nos encontramos el portal de planta baja o zaguán, en torno al cual se realiza el reparto de dependencias. Desde este zaguán dos arcos rebajados apoyados sobre columnas toscanas dan paso a la escalera y a dependencias de la planta baja. La escalera se cierra con una cúpula oval sobre pechinas decoradas con los motivos del escudo de la fachada (probablemente construida en el siglo XIX en sustitución del techo original de madera). En el espacio bajo cubierta se puede apreciar la estructura de madera del edificio y de la cubierta, elegante y ligera, presenta algunos refuerzos puntuales realizados en épocas recientes, pero en general, conserva las piezas y sistemas de ensamblajes originales.